# Форано
Форано (итал. Forano) — коммуна в Италии, располагается в регионе Лацио, подчиняется административному центру Риети.
Население составляет 2439 человек, плотность населения составляет 143 чел./км². Занимает площадь 17 км². Почтовый индекс — 02044. Телефонный код — 0765.
Покровителями коммуны почитаются  священномученик Власий Севастийский и святой Себастьян, празднование 3 февраля и 20 января.